# Petasites paradoxus
Petasites paradoxus là một loài thực vật có hoa trong họ Cúc. Loài này được (Retz.) Baumg. miêu tả khoa học đầu tiên năm 1817.